# Pirkanmaan osuuskauppa
Pirkanmaan osuuskauppa är ett kooperativt handelslag i Tammerfors, vilket grundades 1983 genom sammanslagning av flera mindre handelslag och ingår i S-gruppen. 
Pirkanmaan osuuskauppa bedriver dagligvaruhandel och restaurangrörelse på 65 punkter i Tammerforsregionen, där man är det största företaget inom minuthandeln. År 2004 var omsättningen 370 miljoner euro, antalet anställda 1 200 samt antalet medlemmar 86 000. 